# یواس‌اس لوراین (پی‌اف-۹۷)
یواس‌اس لوراین (پی‌اف-۹۷) (به انگلیسی: USS Lorain (PF-97)) یک کشتی بود که طول آن ۳۰۳ فوت ۱۱ اینچ (۹۲٫۶۳ متر) بود.